# Pact met de duivel (christendom)
Een pact met de duivel is een  cultureel motief in het Westen en verwijst naar een overeenkomst die een persoon met de duivel zou sluiten in ruil voor vervulling van zijn eigen begeerten. Het bekendste verhaal met dit thema is de legende van Faust en zijn overeenkomst met de demon Mephistopheles, maar het komt ook voor in veel christelijke volksverhalen. 
Volgens het traditionele christelijke geloof in hekserij wordt een pact afgesloten tussen een persoon en Satan of een andere demon. Hierbij biedt de persoon zijn of haar ziel aan in ruil voor duivelse gunsten. Die gunsten variëren per verhaal, maar in het algemeen gaat het om het verwerven van jeugd, kennis, rijkdom of macht. De moraal achter het verhaal is dat het opgeven van je ziel een te hoge prijs is, want eeuwige verdoemenis wacht degene die de duivel als zijn meester erkent. 